# 박연수 (1979년)
박연수(1979년 4월 5일 ~ )는 대한민국의 배우이다. 본명은 박근영였으나 2005년 박연수로 개명했다. 이후 박잎선이라는 이름으로 연예계에서 활동했다.

## 연기 활동

### 영화
- 2001년 영화 《눈물》 - 새리 역
- 2024년 영화 《도그데이즈》 - 간호사 2 역

### 드라마
- 2001년 SBS 《이별없는 아침》
- 2016년 웹드라마 《더 미라클》 - 쌍둥이의 어머니 역
- 2017년 SBS Plus  《수요일 오후 3시 30분》 - 팀장 역
- 2019년 SBS 《운명과 분노》

## 예능
- 2013년 JTBC 《집밥의 여왕》
- 2013년 MBC 《아빠 어디가》
- 2014년 홈스토리 《디자인 마이 하우스》
- 2014년 SBS 《쿡킹 코리아》
- 2014년 온스타일 《트루라이브쇼》
- 2014년 KBS2 《해피투게더》
- 2014년 MBC 《세바퀴》
- 2016년 K-STAR 《함부로 배우하게》
- 2017년 채널A 《천일야史》 (비고정 출연)
- 2018년 TvN 《둥지탈출3》
- 2019년 MBC 《대한 외국인》
- 2019년 KBS 《배틀트립》

## 광고
- 2014년 농림수산식품부 - 녹색식생활 신철한가
- 2014년 코베아
- 2014년 KT 올레 ALL-IP
- 2014년 홈플러스

## 홍보대사
- 2014년 서울 SOS 어린이마을 홍보대사